# Tacca borneensis
Tacca borneensis är en enhjärtbladig växtart som beskrevs av Henry Nicholas Ridley. Tacca borneensis ingår i Taccasläktet, och familjen Dioscoreaceae. Inga underarter finns listade i Catalogue of Life.